# Ought
Ought var ett kanadensiskt indierockband från Montreal som bildades 2011. Sångaren Tim Darcy är också aktiv som soloartist.
Gruppen meddelade 3 november 2021 att de splittrats. Bandmedlemmarna Tim Darcy och Ben Stidworthy utannonserade samtidigt att de bildar ett nytt band, Cola.

## Diskografi

### Studioalbum
- 2014 – More than Any Other Day
- 2015 – Sun Coming Down
- 2018 – Room Inside the World

### EP-skivor
- New Calm (2012)
- Once More With Feeling (2014)
- Four Desires (2018)